# Gabrovo (Kardzjali)
Gabrovo (Bulgaars: Габрово) is een dorp in Bulgarije. Het is gelegen in de gemeente Tsjernootsjene in de oblast  Kardzjali. Het dorp Gabrovo ligt in de oostelijke Rodopen. De Bulgaarse hoofdstad Sofia ligt op 188 km afstand.

## Bevolking
Op 31 december 2018 telde het dorp Gabrovo 619 inwoners.
| Jaar            | 1934 | 1946 | 1956 | 1965 | 1975 | 1985 | 1992 | 2001 | 2011 | 2018 |
| Aantal inwoners | 543  | 687  | 778  | 855  | 923  | 917  | 879  | 748  | 658  | 619  |

In het dorp Gabrovo leven nagenoeg uitsluitend (99%) Bulgaarse Turken.